# Pajiștile de la Moriști și Cojocna
Pajiștile de la Moriști și Cojocna este o arie protejată (sit de importanță comunitară — SCI) din România, desemnată în scopul protejării biodiversității și menținerii într-o stare de conservare favorabilă a florei spontane și faunei sălbatice, precum și a habitatelor naturale de interes comunitar aflate în arealul zonei de protecție. Aceasta se întinde pe o suprafață de 89,6 ha, integral pe uscat.

## Localizare
Centrul sitului Pajiștile de la Moriști și Cojocna este situat la coordonatele 46°46′34″N 23°47′10″E / 46.776239°N 23.785992°E. Situl se întinde pe teritoriul administrativ al comunei Cojocna din județul Cluj.

## Înființare
Situl Pajiștile de la Moriști și Cojocna a fost declarat sit de importanță comunitară (ROSCI0429) în ianuarie 2016 pentru a proteja 2 specii de plante.

## Biodiversitate
Situată în ecoregiunea continentală, aria protejată conține 2 habitate naturale: Pajiști uscate seminaturale și facies de acoperire cu tufișuri pe substraturi calcaroase (Festuco-Brometalia) (* situri importante pentru orhidee), Pajiști stepice subpanonice.
La baza desemnării sitului se află mai multe specii protejate de  plante (2): târtan (Crambe tataria), Pontechium maculatum subsp. maculatum.